# 5277 Brisbane
5277 Brisbane (tên chỉ định: 1988 DO) là một tiểu hành tinh vành đai chính. Nó được phát hiện bởi Robert H. McNaught ở Đài thiên văn Siding Spring ngày 22 tháng 2 năm 1988. Nó được đặt theo tên thành phố thuộc Brisbane, Queensland, Úc.